# Petersberg (Koblenz)
Der Petersberg in Koblenz ist eine Erhebung im Stadtteil Lützel auf der linken Moselseite. Den Namen trägt sie seit dem frühen Mittelalter nach dem Apostel Petrus. Hier befand sich schon 1341 ein Weinberg mit dem Namen “Sente Petersdreys”. Weitere Bezeichnungen waren ab 1546 “uff St. Petersberg” und ab 1814 “am Petersberg”. Auf der Erhebung wurden im 19. Jahrhundert im Rahmen des Baus der preußischen Festung Koblenz die Feste Kaiser Franz und die Bubenheimer Flesche errichtet.
Nach Abriss großer Teile der Stadtbefestigung Koblenz befindet sich hier heute ein Wohngebiet und der Lützeler Volkspark. Am nordöstlichen Rand ist ein großer Friedhof angelegt worden. Am Fuße der Erhebung befindet sich der Franzosenfriedhof mit dem Marceau-Denkmal. Der Petersberg wird westlich von der B 9 und östlich von der linken Rheinstrecke eingegrenzt.